# 新原駅
新原駅（しんばるえき）は、福岡県糟屋郡須恵町大字新原にある九州旅客鉄道（JR九州）香椎線の駅である。駅番号はJD15。

## 歴史
海軍が炭鉱を開設した地で、石炭輸送の為に仮設線路が敷かれて仮営業が行われた。その後敷設されて開業となる。

### 年表
- 1905年（明治38年）6月1日：博多湾鉄道（1920年、博多湾鉄道汽船に改称）の駅として開業[2]。
- 1942年（昭和17年）9月19日：博多湾鉄道汽船が西日本鉄道に合併。同社の糟屋線の駅となる。
- 1944年（昭和19年）5月1日：戦時買収により国有化[2]。運輸通信省（後の日本国有鉄道）香椎線の駅となる。
- 1974年（昭和49年）3月5日：貨物・荷物扱い廃止[3]。駅員無配置駅となる[4]。
- 1987年（昭和62年）4月1日：国鉄分割民営化により、九州旅客鉄道（JR九州）の駅となる[2]。
- 1988年（昭和63年）7月21日：委託駅員を配置[5]。
- 2009年（平成21年）3月1日：ICカード「SUGOCA」の利用が可能となる[6]。
- 2015年（平成27年）3月14日：駅遠隔案内システム（Smart Support Station）「ANSWER」の導入に伴い無人化[7]。

## 駅構造

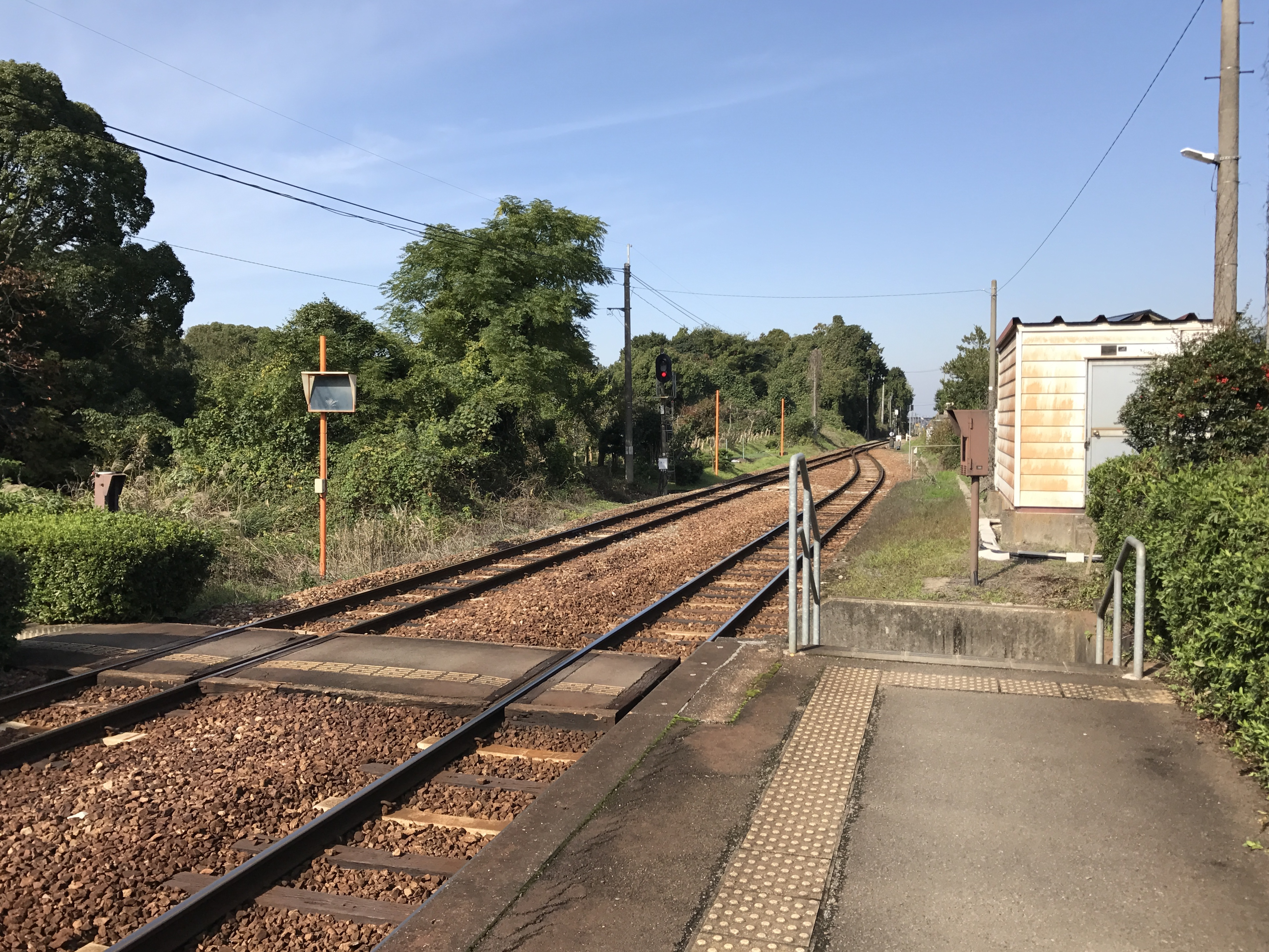
構内踏切（2016年11月）

相対式ホーム2面2線を有する無人駅。ホーム間は構内踏切で結ばれている。
SUGOCAの利用が可能であるが、カード販売は行わずチャージのみ取り扱いを行う。異常時には遠隔案内に対応する。

### のりば
| のりば | 路線   | 方向 | 行先             |
| ------ | ------ | ---- | ---------------- |
| 1      | 香椎線 | 上り | 香椎・西戸崎方面 |
| 2      | 香椎線 | 下り | 宇美方面         |

## 利用状況
1日の平均乗降人員は以下の通りである。
| 1日平均人員推移 | 1日平均人員推移 | 1日平均人員推移 |
| 年度            | 乗車人員        | 乗降人員        |
| --------------- | --------------- | --------------- |
| 2018年          |                 | 565             |
| 2021年          | 253             |                 |

## 駅周辺
須恵町の南端部であり駅前には住宅地が広がっている。駅裏手はため池となっている。駅の東寄りの新原バス停前の新原公園と新原公民館の建つ敷地は、かつての海軍炭鉱の第4坑の坑口と、海軍炭鉱の本部事務所跡地で、海軍炭鉱創業記念碑、海軍炭鉱創業記念史碑、元は宇美町桜原にあった海軍炭鉱第3坑の坑口の石組、新原第２竪坑の石碑、海軍炭鉱一の功労者萩尾善次郎技師の胸像、鉱山の山の神の祠等がまとめて展示設置されている公園である。
- 新原公民館
- 新原公園、海軍炭鉱創業の地
- 新原神社
- 千鳥橋病院須恵診療所
- 旧大福池
- 新大福池

### バス路線
- 西鉄バス - 駅前にバス停はない。約250m東側の新原バス停が最寄り。
  - ［3］志免鉄道公園・博多の森競技場・福岡空港
  - ［36］イオンモール福岡・妙見・天神
  - ［3］［36］宇美営業所
- 須恵町コミュニティバス - 駅前にバス停はなく、駅から約150mの場所にある千鳥橋病院須恵診療所前に「新原駅口」バス停がある。
  - 須恵中央駅・須恵町役場方面
  - 新原・川子方面

## 隣の駅
九州旅客鉄道（JR九州）
 香椎線
須恵中央駅（JD14） - 新原駅（JD15） - 宇美駅（JD16）